# Auricillocoris
Auricillocoris is een geslacht van wantsen uit de familie van de Miridae (Blindwantsen). Het geslacht werd voor het eerst wetenschappelijk beschreven door Schuh in 1984.

## Soorten
Het genus bevat de volgende soorten:

- Auricillocoris coonoor Schuh, 1984
- Auricillocoris tawauanus Schuh, 1984
- Auricillocoris zamboanga Schuh, 1984